# 新南陽市
新南陽市（しんなんようし）は、山口県の東部にかつてあった市。
2003年4月21日に徳山市、熊毛郡熊毛町、都濃郡鹿野町と合併し、新たに周南市となり消滅した。
本項では市制施行前の都濃郡南陽町（なんようちょう）についても述べる。

## 歴史
- 1953年（昭和28年）10月1日 - 都濃郡富田町、福川町が合併して南陽町が発足。
- 1955年（昭和30年）11月1日 - 佐波郡和田村を編入。同地域は平成の大合併まで飛地になっていた。
- 1970年（昭和45年）11月1日 - 新南陽町と改称し、新南陽町が市制を施行して新南陽市となる。
  - 山形県南陽市との市名の重複を回避するため「新」を冠した。
- 2003年（平成15年）4月21日 - 徳山市、熊毛郡熊毛町、都濃郡鹿野町と合併して周南市が発足。同日新南陽市廃止。

## 行政

### 歴代市長
特記なき場合『日本の歴代市長 : 市制施行百年の歩み』などによる。
- 第1代 久楽利郎（くたら としろう）：1970年11月1日 - 1975年11月30日（旧南陽町長、途中辞職）
- 第2代 本田豊輔（ほんだ とよすけ）：1975年12月28日 - 1987年12月27日（元新南陽市議会議長）
- 第3代 藤本博吉（ふじもと ひろきち）：1987年12月28日 - 1995年12月27日（元新南陽市総務部長）
- 第4代 藤井正彦（ふじい まさひこ）：1995年12月28日 - 1999年12月27日（元新南陽市議会議長）
- 第5代 吉村徳昌（よしむら のりまさ）：1999年12月28日 - 2003年4月20日（元新南陽市助役）

## 地域
徳山市に囲まれた瀬戸内海沿いの富田・福川地区と、山間部の和田地区に分かれる。両地区はほぼ同面積で、飛び地の自治体の中でも特に大規模なものとして知られていた（徳山市との合併により飛び地は解消されている）。

### 教育

#### 高等学校
- 山口県立南陽工業高等学校
- 山口県立新南陽高等学校

#### 中学校
- 新南陽市立富田中学校
- 新南陽市立福川中学校
- 新南陽市立和田中学校 - 周南市移管後の2021年3月末をもって閉校。

#### 小学校
- 新南陽市立富田東小学校
- 新南陽市立富田西小学校
- 新南陽市立福川小学校
- 新南陽市立福川南小学校
- 新南陽市立和田小学校

## 交通

### 鉄道
- 西日本旅客鉄道（JR西日本）
  - 山陽本線：新南陽駅 - 福川駅

### 道路

#### 高速道路
- 山陽自動車道（市内にインターチェンジはないが、徳山西ICが近接）

#### 国道
- 国道2号
- 国道376号
- 国道434号
- 国道489号

## 名所・旧跡・観光スポット・祭事・催事
- 永源山公園
- 山崎八幡宮
- 若山城跡
- 旧日下医院
- サンフェスタしんなんよう（8月）
- 山崎八幡宮本山神事（県指定無形民俗文化財）（9月）
- 新南陽ふるさとふれあい物産展（11月）

## 出身者
- 津田恒実（野球選手）
- 津田真澄（俳優、声優）
- 尾崎正章（画家）